# Костовит
Костовит (MMA (IMA) символ: Ktv) е минерал от групата на телуридите с емпирична формула CuAuTe4. Съдържа 66,21% телур, 25,55% злато и 8,24% мед. Често съдържа следи от сребро, желязо, антимон, сяра. На цвят е матов, сиво-бял, с метален блясък; крехък и зърнист е. Симетрията му е моноклинна сингония от моноклинно-призматичен клас.
Минералът е открит през 1966 година от доц. Георги Терзиев в Челопечкото медно-златно находище. Наречен е на името на българския геолог Иван Костов. Среща се още на полуостров Камчатка (Русия), Кочбулак (Узбекистан), Коранда-Хондол (Румъния), Аризона и Колорадо (САЩ), Ашанти (Гана), Комонер (Зимбабве).